# Coupe de l'EHF féminine 2010-2011
Navigation
Coupe de l'EHF 2009-2010 Coupe de l'EHF 2011-2012
La coupe de l'EHF 2010-2011 est la trentième édition de la Coupe de l'EHF féminine, compétition de handball créée en 1981 et organisée par l'EHF.

## Formule
La coupe de l'EHF est aussi appelée la C3. Il faut pour chaque équipe engagée franchir les sept tours de l’épreuve pour brandir le trophée. Toutes les rencontres se déroulent en matchs aller-retour. 
La coupe de l'EHF intègre vingt-huit équipes qualifiées par leurs fédérations nationales lors du troisième tour et quatre autres équipes issues d’un tour de qualification à huit équipes. Elle est généralement considérée comme la seconde coupe d’Europe en termes de niveau de jeu.

## Demi-finales
| Date Aller    | Club                    | Aller | Total   | Retour  | Club                | Date Retour   |
| ------------- | ----------------------- | ----- | ------- | ------- | ------------------- | ------------- |
| 10 avril 2011 | HC Lada Togliatti       | 32-26 | 43 - 37 | 19 - 26 | Team Tvis Holstebro | 16 avril 2011 |
| 9 avril 2011  | FC Midtjylland Håndbold | 27-19 | 52 - 48 | 25 - 29 | VfL Oldenburg       | 17 avril 2011 |

## Finale
| Date Aller | Club                | Aller   | Total   | Retour  | Club                    | Date Retour |
| ---------- | ------------------- | ------- | ------- | ------- | ----------------------- | ----------- |
| 8 mai 2011 | Team Tvis Holstebro | 21 - 28 | 47 - 52 | 26 - 24 | FC Midtjylland Håndbold | 15 mai 2011 |

Composition des équipes
| Team Tvis Holstebro           |  |
| ----------------------------- |  |
| Entraineur :                  |  |
| Niels Agesen                  |  |
| Gardiennes :                  |  |
| 1 Sandra Toft                 |  |
| 12 Monika Kongsgaard          |  |
| Joueuses de champ :           |  |
| 2 Hanne Trangeled Nielsen     |  |
| 3 Karina Londal Pedersen      |  |
| 4 Mette Chemnitz Christensen  |  |
| 5 Mille Heick Hundahl         |  |
| 7 Lisette Zeigermann Pedersen |  |
| 8 Rut Arnfjörð Jónsdóttir     |  |
| 9 Tove Seest Jensen           |  |
| 10 Mette Gravholt             |  |
| 11 Louise Melchier Nilsson    |  |
| 17 Cornelia Nycke Groot       |  |
| 23 Ann Grete Nørgaard         |  |
| 79 Kristina Kristiansen       |  |
| 90 Mette Jensen               |  |
|                               |  |

|                              |  |
| FC Midtjylland Håndbold      |  |
| Entraineur :                 |  |
| Kenneth Jensen               |  |
| Gardiennes :                 |  |
| 1 Ingrid Ødegård             |  |
| 16 Sabine Englert            |  |
| Joueuses de champ :          |  |
| 2 Alette Stang               |  |
| 4 Tonje Nøstvold             |  |
| 5 Isabel Blanco              |  |
| 7 Linnea Torstenson          |  |
| 14 Malene Abildtrup Dalgaard |  |
| 17 Susan Thorsgaard          |  |
| 19 Line Jørgensen            |  |
| 21 Fie Woller                |  |
| 22 Trine Troelsen            |  |
| 24 Maria Dueholm Sørensen    |  |
| 25 Trine Østergaard Jensen   |  |
| 89 Lærke Winther Møller      |  |
|                              |  |

## Les championnes d'Europe
| Championne Coupe d'Europe de l'EHF 2010-2011 FC Midtjylland Håndbold 2e titre |